# ITF Women's Circuit San Antonio 1996
L'ITF Women's Circuit San Antonio 1996 è stato un torneo di tennis facente parte della categoria ITF Women's Circuit nell'ambito dell'ITF Women's Circuit 1996. Il montepremi del torneo era di $10 000 e si è svolto nella settimana tra il 9 gennaio e il 15 gennaio 1996 su campi in sintetico. Il torneo si è giocato a San Antonio negli Stati Uniti.

## Vincitori

### Singolare
Erica Adams ha sconfitto in finale  Kelly S Wilson con il punteggio di 6–3, 4–6, 6–3.

### Doppio
Nóra Köves /  Pam Nelson hanno sconfitto in finale  Saori Obata /  Nami Urabe con il punteggio di 2–6, 6–4, 6–1.